# Csiaturai Drámai Színház
Csiaturai Drámai Színház - Akaki Cereteli Drámai Színház Csiatura (Chiatura) városában, Grúziában. A színház központi terme 600 néző befogadására alkalmas.

## Története
A Csiaturai Drámai Színház - 1894. december 11-én alakult, 1910 óta állandó társulattal rendelkezik. Az 1920-as és 1930-as éveket a színház aranykorának tekintik. Ezekben az években a színház Shakespeare, Moliere, Lope de Vega, David Kldiasvili, Polikarpe Kakabadze és mások darabjait mutatta be. Figyelemre méltó, hogy a „Kvarkvare Tutaberi” című darabot a grúz színház történetének egyik legjobb előadásaként tartják számon, és a főszerepet játszó grúz színművész, Miheil Vashadze e szerep egyik legkiválóbb megformálója volt. A színház 1949-ben új épületbe költözött, és Akaki Cereteliről nevezték el.

## Díjak
A 20. század második felében a Csiaturai Drámai Színház kivételes alkotói sikereivel tűnt ki. Az Uniós Fesztiválon kétszer nyert, a Nemzetközi Magyar Drámai Fesztiválon pedig fődíjat kapott.

## Színházban dolgoztak
- Grigol Tkabladze - színész
- Tamar Abashidze - színésznő
- Aleksandre Cucunava - rendező, forgatókönyvíró, színész
- Sota Cuckiridze - színész, rendező, színházi kritikus
- Miheil Vashadze - színész
- Arcsil Gomiasvili - színész
- Nodar Csacsanidze - színész
- Amiran Naszkidasvili - színész

### Színházigagatók
- Alekszandre Cucunava
- Valerian Szalikasvili
- Miheil Koreli
- Alekszandre Imedasvili

A színház jelenlegi igazgatója Nana Cereteli.